# Džoni Novak
Džoni Novak, nekdanji slovenski nogometni reprezentant, * 4. september 1969, Ljubljana.
Novak je bil zelo pomemben član tako imenovane »zlate generacije« slovenskega nogometa. Za reprezentanco je sicer dosegel le 3 zadetke, vendar pa je bil pomemben igralec sredine igrišča. Leta 2000 se je udeležil Evropskega prvenstva v Belgiji in na Nizozemskem, na katerega se je Slovenija uvrstila prek Ukrajine 2:1 (Zahovič,Ačimovič) in 1:1 (Pavlin). Na prvenstvu je Slovenija izgubila s Španijo 2:1(Zahovič), ter remizirala z ZR Jugoslavijo 3:3(Zahovič 2, Pavlin) in Norveško 0:0. 
Leta 2002 je bil tudi član reprezentance na Svetovnem prvenstvu 2002 v Koreji in na Japonskem. Tja se je Slovenija uvrstila po tem, ko je v dodatnih kvalifikacijah premagala Romunijo (prva tekma 2:1 (Ačimovič, Milan Osterc, druga pa 1:1 (Mladen Rudonja). Na SP je Slovenija izgubila vse tri tekme. Na tekmi s Španijo je bil rezultat 3:1, (Sebastjan Cimerotič), na tekmi z  Južno-Afriško republiko 1:0, s Paragvajem pa 3:1 (Ačimovič).